# Polyconia fragilis
Polyconia fragilis es una especie de insecto coleóptero de la familia Chrysomelidae.
Fue descrita científicamente en 1954 por Uhmann.